# Barrington Moore Jr.
Barrington Moore Jr. (12 de maio de 1913 — 16 de outubro de 2005) foi um sociólogo político e  historiador estadunidense especialmente reconhecido por seus estudos acerca das sociedades totalitárias. 
Em sua vasta obra, destaca-se As Origens Sociais da Ditadura e da Democracia: Senhores e Camponeses na Construção do Mundo Moderno (1966), um estudo comparativo da modernização na Grã-Bretanha, França, Estados Unidos, China, Japão, Rússia, Alemanha e Índia - obra que se constitui em uma história filosófica do totalitarismo. Seus muitos outros trabalhos incluem Reflexões sobre as Causas da Miséria Humana (1972) e uma análise da rebelião, Injustiça: As Bases Sociais da Obediência e da Revolta (1978).
Moore seguiu uma abordagem interdisciplinar, sempre colocando a mudança social em seu contexto histórico e desconfiando dos modelos de comportamento social que ignoravam a política, a economia e uma multiplicidade de outros  fatores e eventos que poderiam contribuir para determiná-la. Desenvolveu sua metodologia nos anos em que atuou como analista estratégico, durante a Segunda Guerra Mundial, trabalhando  para a OSS, órgão de inteligência precursor da CIA. Por toda a sua vida, ele foi amigo de Herbert Marcuse, antigo supervisor do OSS.
Sua carreira acadêmica começou em 1945, lecionando sociologia na Universidade de Chicago. Em 1948, foi para a Universidade Harvard, onde atuou no  Russian Research Center a partir de 1951 até sua aposentadoria. Suas primeiras publicações foram sobre a União Soviética. Seu primeiro livro, Soviet Politics, foi lançado em 1950;  Terror and Progress, URSS, em 1954. Em 1958, publicou Political Power and Social Theory, uma coletânea de seis ensaios em  que atacava a abordagem metodológica da sociologia americana dos anos 1950. 
Barrington Moore tornou-se professor emérito em 1979. Entre seus alunos em Harvard estavam  Theda Skocpol e Charles Tilly.

## Obras
- Soviet Politics – The Dilemma of Power: The Role of Ideas in Social Change, Harvard University Press, Cambridge, 1950.
- Terror and Progress, USSR: Some Sources of Change and Stability in the Soviet Dictatorship, Harvard University Press, Cambridge, 1954.
- Political Power and Social Theory: Six Studies, Harvard University Press, Cambridge, 1958. Erweiterte Ausgabe: Political Power and Social Theory: Seven Studies, Harper & Row, New York, 1965.
- A Critique of Pure Tolerance, Beacon Press, Boston, 1965 (com  Robert Paul Wolff e Herbert Marcuse)
- Social Origins of Dictatorship and Democracy: Lord and Peasant in the Making of the Modern World, Beacon Press, Boston, 1966.  ISBN 0-8070-5073-3.
- Reflection of the Causes of Human Misery and on Certain Proposals to Eliminate Them, Beacon Press, Boston, 1972.
- Injustice: The Social Bases of Obedience and Revolt,  M.E. Sharpe, White Plains, NY, 1978.  ISBN 0-333-24783-3.
- Privacy: Studies in Social and Cultural History, M.E. Sharpe, Armonk, NY, 1983.
- Authority and Inequality under Capitalism and Socialism (Tanner Lectures on Human Values), Clarendon Press, Oxford, 1987.
- Moral Aspects of Economic Growth, and Other Essays (The Wilder House Series in Politics, History, and Culture), Cornell University Press, Ithaca, NY, 1993. ISBN 0-8014-3376-2
- Moral Purity and Persecution in History, Princeton University Press, Princeton, NJ, 2000. ISBN 0-691-04920-3.